# Pädagogische Akademie Stettin
Die Pädagogische Akademie Stettin war eine Pädagogische Akademie des Freistaats Preußen, die von 1930 bis 1932 in Stettin, der Hauptstadt der preußischen Provinz Pommern, bestand.

## Geschichte
In Preußen wurden seit 1925 Pädagogische Akademien gegründet, die der Ausbildung von Schullehrern durch ein viersemestriges Studium dienten. Sie traten an die Stelle der bisherigen 191 Lehrerseminare Preußens. In diesem Rahmen nahm zum 1. April 1930 in Stettin die Pädagogische Akademie Stettin ihre Tätigkeit auf. Die ersten 50 Studenten wurden aus mehreren Hundert Bewerbern ausgewählt. Vorläufiger Sitz der Pädagogischen Akademie war das Gebäude der Arndt-Mädchen-Mittelschule in der Barnimstraße 6.
Im Zuge von Sparmaßnahmen des preußischen Staates wurden 1932 mehrere Pädagogische Akademien geschlossen, so auch mit Verfügung des Preußischen Kultusministeriums vom 15. Februar 1932 die Pädagogische Akademie Stettin zum 28. Februar 1932. Die Studenten, die zum 1. April 1930 ihr Studium aufgenommen hatten, konnten es somit noch abschließen. Die übrigen Studenten mussten auf eine der verbleibenden Pädagogischen Akademien Preußens wechseln. Die Professoren und Dozenten wurden teilweise auf andere Akademien verteilt, mehrere an die Pädagogische Akademie Elbing und an die Pädagogische Akademie Kiel.
Im Frühjahr 1931 war mit dem Bau eines ausgedehnten Gebäudekomplexes für die Pädagogische Akademie in der Mühlenstraße im Stettiner Stadtteil Nemitz begonnen worden. Der Bau wurde im Februar 1932 eingestellt.
Im Landesarchiv Greifswald befinden sich erhaltene Akten der Pädagogischen Akademie Stettin.

## Professoren und Dozenten

### Akademiedirektoren
- Sommersemester 1930: Paul Haas (1888–1973)
- Wintersemester 1930/1931 und Sommersemester 1931: Fritz Wuessing
- Wintersemester 1931/1932  Werner Krukenberg (1895–1944)

### Professoren
- Anna Dernehl, Praktische Pädagogik, Deutsch
- Ernst Dobers, Biologie
- Richard Müller-Freienfels, Psychologie, Pädagogik
- Kurt Schraage, Mathematik
- Hans Schwarz, Pädagogik, Philosophie
- Walter Stuhlfath, Erdkunde
- Willi Völger, Religion

### Dozenten
- Hans Fischer, Musik
- Rudolf Muchow, Bildende Kunst
- Wilhelm Oppermann, Geschichte, Staatsbürgerkunde
- Elisabeth Siegel, Pädagogik
- Hermann Westerholt, Leibesübungen